# Ваа, Дире
Дире Ваа (нюнорск Dyre Vaa; 19 января 1903, Квитесэйд, Телемарк — 11 мая 1980, Рауланд, Телемарк) — норвежский скульптор и художник.

## Жизнь и творчество
Живопись и скульптуру изучал в Государственной школе прикладного искусства и в Художественной академии Осло (в 1922—1923). Ещё в годы студенчества совершил путешествия по Греции, Испании и Италии, побывал в Париже. Первые творческие успехи были отмечены в 1923 году, когда Норвежская национальная галерея приобрела несколько его скульптур для своей ежегодной Осенней выставки. В 1925—1926 совершил путешествие по Франции и Англии.
Среди наиболее член скульптора следует отметить:
- Памятник Людвигу Хольбергу, установленный перед зданием Национального театра в Осло
- серию скульптур «Человек познаёт Природу», установленную на Якорном мосту (Ankerbrua) в Осло
- бронзовую конную статую норвежского короля Олафа II Харальдсона в Стиклестаде
- Лебединый источник во дворе Ратуши Осло
- Памятник морякам в Бергене.

Всего создал около 250 скульптур, памятников и бюстов, почти 1200 картин, 31 литографию. Автор скульптурных портретов-бюстов выдающихся норвежских писателей и драматургов — Г. Ибсена, Ивара Осена, Улава Аукруста и др., а также скульптур для Нидаросского собора в Тронхейме. В своём завещании оставил гипсовые модели многих своих работ коммуне Винье в Телемарке, где в посёлке Рауланд скульптор жил, начиная с 1930-х годов, и где в 1981 году был открыт посвящённый его творчеству музей.
Сестрой Дире Ваа была норвежская поэтесса Аслауг Ваа.

## Награды
- золотая Королевская медаль за Заслуги (1951)
- Орден Святого Олафа первого класса (1969).